# Ter herinnering aan Anthony Winkler Prins
Ter herinnering aan Anthony Winkler Prins is een kunstwerk in Amsterdam-Centrum.
Het kunstwerk is ontworpen door André Volten, die het in opdracht van de Uitgeverij N.V. Elsevier heeft gemaakt. Die schonk het in 1970 aan de stad Amsterdam ter gelegenheid van honderd jaar Winkler Prins Encyclopedie. De werken van Volten zijn bijna altijd abstract en er is vaak ook geen duidelijke aanwijzing wat de titel zou moeten zijn. Het beeld ter nagedachtenis aan Anthony Winkler Prins moet het ook zonder titel doen, maar werd in de volksmond al snel de naam knakenpilaar. Het is een verwijzing naar het uiterlijk en wellicht ook naar de plaats waar het staat; het Frederiksplein in de buurt van De Nederlandsche Bank. Volten noemde het zelf "het ding" (een ding tussen andere dingen op het plein), hij vond een titel met monument daarin te zwaar klinken. Hetzelfde gold voor de plaats; wel op het plein, maar niet centraal, maar een beetje aan de buitenzijde bij de Achtergracht. Hij vond dat er geen boom of deel van de nabijgelegen speelplaats aan opgeofferd moest worden. Een plek voor het gebouw van de bank vond hij architectonisch niet passen; het gebouw was te overheersend. Hij wilde met het beeld de omgeving van het Frederiksplein aantrekkelijker maakte. Als dat niet gebeurde mocht het wat hem betreft verwijderd worden, desnoods eerder dan dat het gebouw van De Nederlandsche Bank, dat hij ook liever zag verdwijnen.
Het monument bestaat uit 54 grote en 54 kleine roestvrijstalen schijven met een gezamenlijk gewicht van 6000 kilo, volgens de kunstenaar "eenheid in veelheid". Die afwisseling zorgt ervoor dat het geheel het idee van een spiraal krijgt. De keus voor het gebruikte materiaal lichtte de kunstenaar toe met zijn idee dat het materiaal snel van uiterlijk verandert als de lichtval wijzigt. Voor het beeld ligt een plaquette in de grond. Het in Dordrecht gemaakte beeld werd per vrachtauto naar Amsterdam gebracht en vervolgens op 2 oktober 1970 met behulp van hijskranen geplaatst. Het werd op 9 oktober onthuld. Al eerder had er een proefexemplaar gestaan. Voltens kunstwerken worden ook wel door jeugd gebruikt als klimrek, reden waarom in overleg met de kunstenaar de ruimten tussen aantal schijven is gedicht zodat beklimmen niet meer mogelijk is. Het origineel stond tussen rubbertegels, maar die waren toen niet meer nodig.
Van het kunstwerk is ook een kleiner model gemaakt. In Veendam staan twee monumenten ter ere van Winkler Prins.

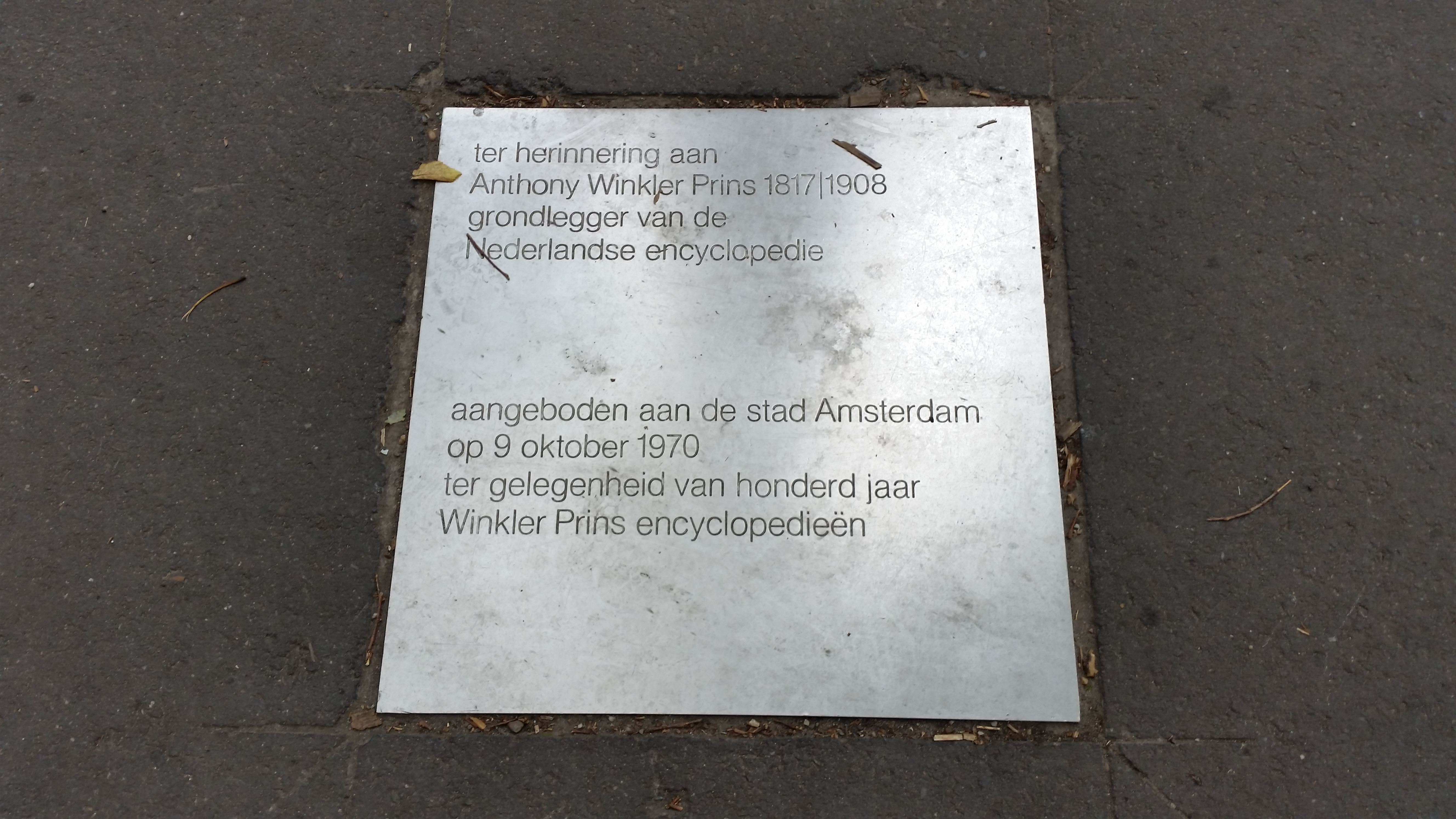
Plaquette (augustus 2018)